# NGC 499
NGC 499 (również IC 1686, PGC 5060 lub UGC 926) – galaktyka soczewkowata (E-S0), znajdująca się w gwiazdozbiorze Ryb. Odkrył ją William Herschel 12 września 1784 roku. Jest to galaktyka z aktywnym jądrem typu LINER.